# Future Times/Rejoice
A Future Times/Rejoice a Yes Tormato című albumának nyitó dala, a második leghosszabb dal a lemezről. Az album számai közül egyedüliként tételekre van bontva: az első tétel címe Future Times, a másodiké Rejoice. 4:05-ig tart a nyitótétel, majd elkezdődik a második, s a szám végéig tart.
A Rejoice önmagában hallható a Live In Sheffield 1980 című koncertlemezen.

## Közreműködő zenészek
- Jon Anderson – ének
- Steve Howe – gitár
- Rick Wakeman – billentyűs hangszerek
- Chris Squire – basszusgitár, zongora
- Alan White – dob

## Egyéb kiadványokon
- The Word Is Live

## Külső hivatkozások
- Dalszöveg
- Eredeti előadásban (1978, Cleveland) (YouTube)
- A Paralells együttes előadásában (YouTube)